# Евлентьев, Виктор Васильевич
Виктор Васильевич Евлентьев (3 февраля 1945, Москва, СССР — 9 мая 1996, Москва, Россия) — советский футболист. Нападающий.

## Карьера
Воспитанник ДЮСШ «Спартак» Москва. За свою карьеру выступал в командах «Спартак» (Москва), «Карпаты» (Львов), «Кайрат» (Алма-Ата), «Металлург» (Липецк).

## Достижения
- Чемпион СССР (1969)